# Termodinamica
La termodinamica è la branca della fisica classica e della chimica che studia e descrive le trasformazioni termodinamiche indotte da calore e lavoro in un sistema termodinamico, in seguito a processi che coinvolgono cambiamenti delle variabili di stato temperatura ed energia.
La termodinamica classica si basa sul concetto di sistema macroscopico, ovvero una porzione di massa fisicamente o concettualmente separata dall'ambiente esterno, che spesso per comodità si assume non perturbato dallo scambio di energia con il sistema (sistema isolato): lo stato di un sistema macroscopico che si trova in condizione di equilibrio è specificato da grandezze dette variabili termodinamiche o funzioni di stato come temperatura, pressione, volume e composizione chimica. Le principali notazioni in termodinamica chimica sono state stabilite dalla IUPAC.
Tuttavia esiste una branca della termodinamica, denominata termodinamica del non equilibrio che studia i processi termodinamici caratterizzati dal mancato raggiungimento di condizioni di equilibrio stabile.  

Esempio di sistema termodinamico (macchina alternativa a vapore)

## Storia

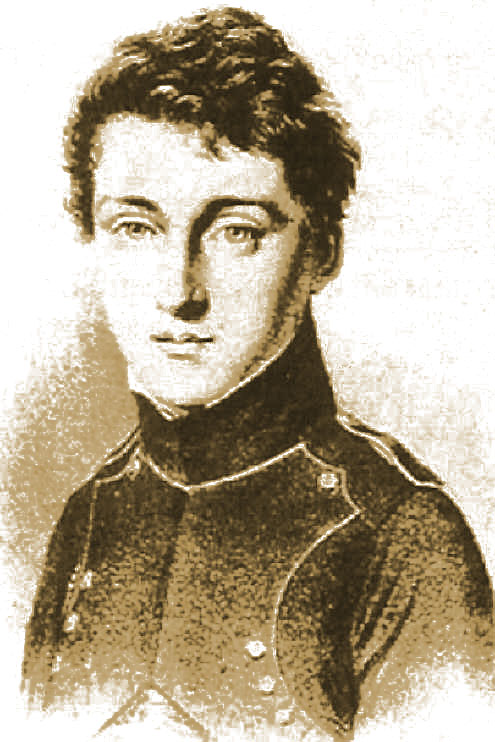
Sadi Carnot (1796-1832): uno dei padri della termodinamica.

Fu Sadi Carnot nel 1824 il primo a dimostrare che si può ottenere lavoro dallo scambio di calore tra due sorgenti a temperature differenti. Attraverso il teorema di Carnot e la macchina ideale di Carnot (basata sul Ciclo di Carnot) quantificò questo lavoro e introdusse il concetto di rendimento termodinamico.
Nel 1848 Lord Kelvin, utilizzando la macchina di Carnot, introdusse il concetto di temperatura termodinamica effettiva e a lui si deve un enunciato del secondo principio della termodinamica.
Nel 1850 James Prescott Joule dimostrò l'uguaglianza delle due forme di energia (allora si credeva esistesse ancora il fluido calorico).
Arrivato a ciò si pose il problema che, se fosse stato possibile ottenere calore dal lavoro in modo totale, non sarebbe stato poi possibile ottenere l'inverso. A questo risultato approdò anche Clausius che nel 1855 introdusse la sua disuguaglianza per riconoscere i processi reversibili da quelli irreversibili e la funzione di stato entropia.
Nel 1876 Willard Gibbs pubblicò il trattato "On the Equilibrium of Heterogeneous Substances" (Sull'equilibrio delle sostanze eterogenee) in cui mostrò come una trasformazione termodinamica potesse essere rappresentata graficamente e come studiando in questo modo l'energia, l'entropia, il volume, la temperatura e la pressione si potesse prevedere l'eventuale spontaneità del processo considerato.
Il caso della termodinamica è emblematico nella storia e nell'epistemologia della scienza: si tratta infatti di uno di quei casi in cui la pratica ha precorso la teoria stessa: prima è stata ideata la macchina a vapore, poi è stato sistematizzato il suo funzionamento teorico attraverso i suoi principi di base.

## Descrizione

### Universo termodinamico
L'universo termodinamico è costituito dall'ambiente e dal sistema termodinamico (l'oggetto di studio).

#### Ambiente
L'ambiente esterno di un sistema è identificabile con tutti i corpi materiali o con tutte le sorgenti di energia ad immediato contatto con esso con il quale è possibile scambiare energia e materia.

#### Sistemi termodinamici

Schema di un sistema termodinamico

Un "sistema termodinamico" è una qualunque porzione dell'universo a cui ci si sta interessando come oggetto d'indagine (la rimanente parte dell'universo si definisce invece ambiente). Questa porzione di spazio è separata dal resto dell'universo, cioè dall'ambiente esterno, mediante una superficie di controllo (superficie reale o immaginaria, rigida o deformabile), ed è sede di trasformazioni interne e scambi di materia o energia con l'ambiente esterno. Questi stessi scambi causano perciò la trasformazione del sistema, poiché esso passa da una condizione di partenza ad una differente. In pratica un sistema si trasforma quando passa da uno stato d'equilibrio iniziale ad uno finale. L'ambiente rimane invece approssimativamente "inalterato", poiché il sistema rispetto ad esso è talmente piccolo che uno scambio di energia o materia risulterebbe ininfluente per l'ambiente rispetto alla totalità degli stessi al suo interno, altrimenti non si parlerebbe di ambiente ma di un altro sistema (al quale l'ambiente per definizione non corrisponde).
Gli scambi di massa o energia possono avvenire sotto forma di calore o lavoro. Questi due concetti non sono delle proprietà intrinseche del sistema, ma sussistono nel momento in cui esso interagisce con l'ambiente, cioè scambia energia con l'esterno. Quindi un sistema non possiede calore o lavoro, bensì energia; ogni variazione di energia è poi esprimibile in termini di calore, se il passaggio di energia è dovuto ad una differenza di temperatura tra ambiente e sistema, e lavoro (per qualunque variazione energetica che non sia dovuta alla differenza di temperatura, come ad esempio una forza meccanica che provochi uno spostamento, un trasferimento di energia elettrica o elastica).
Si possono distinguere vari tipi di sistemi, in dipendenza dal modo di scambiare energia con l'esterno:
- sistemi aperti: scambiano energia (calore e lavoro) e massa con l'ambiente.
- sistemi chiusi: scambiano energia, ma non massa con l'ambiente.
- sistemi isolati: non scambiano né energia né massa con l'ambiente; l'universo è quindi per definizione un sistema isolato, non essendoci un "ambiente esterno" di riferimento con cui scambiare massa o energia.

In un sistema isolato una trasformazione può avvenire ugualmente non tramite scambi di massa o energia ma tramite fluttuazioni delle stesse.
I bordi dei sistemi termodinamici, e quindi i sistemi stessi, si possono classificare nel modo seguente:
- Sulla base dello scambio di calore in:
  - Sistemi adiabatici, se non consentono lo scambio di calore;
  - Sistemi diatermici, se invece lo consentono;
- Sulla base dello scambio di lavoro in:
  - Bordi rigidi, se non consentono lo scambio di lavoro;
  - Bordi deformabili (o mobili), se invece lo consentono;
- Sulla base dello scambio di massa in:
  - Bordi permeabili, se consentono il passaggio di ogni specie chimica
  - Bordi semipermeabili, se consentono il passaggio di alcune specie chimiche
  - Bordi impermeabili, se invece non consentono il passaggio di alcuna specie chimica.

Un sistema aperto ha bordi permeabili o semipermeabili, diatermici e deformabili. Un sistema isolato ha bordi impermeabili, rigidi e adiabatici.

### Coordinate termodinamiche
Le proprietà termodinamiche usate per descrivere un sistema sono dette coordinate (o grandezze, variabili) termodinamiche. Dato un certo numero di coordinate, esse possono essere:
- indipendenti, se è possibile modificare il valore di ciascuna di esse senza determinare una variazione del valore delle altre;
- dipendenti, se variando il valore di una di esse anche le altre coordinate vengono modificate.

È tipica della termodinamica la distinzione fra proprietà intensive ed estensive:
- estensive, se dipendono dalle dimensioni del sistema (ad es. massa, volume, capacità termica);
- intensive, se non dipendono dalle dimensioni del sistema (ad es. pressione e temperatura);
- specifiche: rapportando una proprietà estensiva con le dimensioni del sistema (tipicamente la massa, ma anche il numero di moli o il volume) si ottiene una proprietà intensiva che è detta la corrispondente specifica della proprietà estensiva corrispondente: possono essere considerate tali il volume specifico, la densità ("massa specifica") e il calore specifico.

Secondo un noto postulato di stato, date due proprietà intensive indipendenti, lo stato di un sistema semplice risulta completamente determinato.
Temperatura, volume, pressione e numero di moli sono tipici esempi di coordinate termodinamiche.

### Trasformazioni termodinamiche
Quando un sistema passa da uno stato di equilibrio ad un altro, si dice che avviene una trasformazione termodinamica: si distingue tra trasformazioni reversibili, ovvero quelle trasformazioni che consentono di essere ripercorse in senso inverso (si ritorna precisamente al punto di partenza, ripercorrendo all'indietro gli stessi passi dell'andata), e trasformazioni irreversibili, ovvero quelle trasformazioni che, se ripercorse all'indietro, non faranno ritornare al punto iniziale, ma ad uno diverso. Perché una trasformazione sia reversibile è necessario che essa avvenga abbastanza lentamente da permettere al sistema di termalizzare (il sistema deve passare attraverso infiniti stati di equilibrio termodinamico).
Le trasformazioni termodinamiche possono essere anche dei seguenti tipi:
- Isobare, se la pressione si mantiene costante;
- Isocore, se il volume si mantiene costante (e il lavoro scambiato tra sistema ed esterno è dunque nullo);
- Isoterme, se la temperatura si mantiene costante;
- Adiabatiche, se il calore totale scambiato è nullo;
- Isoentropiche, o adiabatiche reversibili, se la variazione di entropia è nulla;

## I principi della termodinamica
I principi della termodinamica vennero enunciati nel corso del XIX secolo e regolano le trasformazioni termodinamiche, il loro procedere, i loro limiti. Sono dei veri e propri assiomi fondati sull'esperienza sui quali si fonda tutta la teoria che riguarda la termodinamica.
Si possono distinguere tre principi di base, più un principio "zero" che definisce la temperatura, e che è implicito negli altri tre.

### Principio zero
Quando due sistemi interagenti sono in equilibrio termico condividono alcune proprietà, che possono essere misurate dando loro un preciso valore numerico. Di conseguenza, quando due sistemi sono in equilibrio termico con un terzo, sono in equilibrio tra loro e la proprietà condivisa è la temperatura. Il principio zero della termodinamica dice semplicemente che, se un corpo "A" è in equilibrio termico con un corpo "B" e "B" è in equilibrio termico con un corpo "C", allora "A" e "C" sono in equilibrio tra loro.
Tale principio spiega il fatto che due corpi a temperature diverse, tra i quali si scambia del calore, (anche se questo concetto non è presente nel principio zero) finiscono per raggiungere la stessa temperatura, essendo questa una condizione di equilibrio. Nella formulazione cinetica della termodinamica il principio zero rappresenta la tendenza a raggiungere un'energia cinetica media delle molecole dei corpi in equilibrio termico distribuita uniformemente nello spazio: si avrà quindi un passaggio di energia dal corpo con le molecole più energetiche a quello con le molecole meno energetiche, ovvero dal corpo caldo a quello freddo. La quantità di energia scambiata per raggiungere l'equilibrio dipende dalla differenza di temperatura  tra i due corpi nello stato iniziale e dai calori specifici degli elementi coinvolti.

### Primo principio
Quando un corpo viene posto a contatto con un altro corpo relativamente più freddo avviene una trasformazione che porta a uno stato di equilibrio nel quale sono uguali le temperature dei due corpi. Per spiegare questo fenomeno gli scienziati del XVIII secolo supposero che una sostanza, presente in maggior quantità nel corpo più caldo, passasse nel corpo più freddo. Questa sostanza ipotetica, detta calorico, era pensata come un fluido capace di muoversi attraverso la massa chiamata impropriamente materia. Il primo principio della termodinamica invece identifica il calore come una forma di energia che può essere convertita in lavoro meccanico ed essere immagazzinata, ma che non è una sostanza materiale. È stato dimostrato sperimentalmente che il calore, misurato originariamente in calorie, e il lavoro o l'energia, misurati in joule, sono effettivamente equivalenti. Ogni caloria equivale a circa 4,186 joule.
Il primo principio è dunque un principio di conservazione dell'energia. In ogni macchina termica una certa quantità di energia viene trasformata in lavoro: non può esistere nessuna macchina che produca lavoro senza consumare energia. Una simile macchina, se esistesse, produrrebbe infatti il cosiddetto moto perpetuo di prima specie.
Il primo principio viene tradizionalmente enunciato come:
La variazione dell'energia interna di un sistema termodinamico chiuso è uguale alla differenza tra il calore fornito al sistema e il lavoro compiuto dal sistema sull'ambiente.
La corrispondente formulazione matematica si esprime come:
ΔU = Q - L
dove U è l'energia interna del sistema, Q il calore fornito al sistema e L il lavoro compiuto dal sistema.
Per energia interna si intende la somma delle energie cinetiche e di interazione delle diverse particelle di un sistema.
Q è il calore scambiato tra ambiente e sistema (positivo se fornito al sistema, negativo se invece ceduto dal sistema) e L il lavoro compiuto (positivo se compiuto dal sistema sull'ambiente, negativo invece se compiuto dall'ambiente sul sistema).
La convenzione dei segni risente del legame con lo studio dei motori termici, nei quali il calore viene trasformato (parzialmente) in lavoro.
Formulazioni alternative ed equivalenti del primo principio sono:
- Per un sistema aperto, q-w=ΔE, ove per ΔE si intende la variazione di energia totale, che altro non è che la somma delle variazioni dell'energia interna, dell'energia cinetica e dell'energia potenziale possedute da quel sistema. Si vede che per un sistema chiuso le variazioni di energia cinetica e potenziale sono nulle per cui ci si riconduce alla relazione precedente.
- Per un ciclo termodinamico, q=w, dal momento che la variazione di energia totale è nulla, dovendo il sistema, al termine di ogni ciclo, ritornare nelle stesse condizioni di partenza.

### Secondo principio
Esistono diversi enunciati del secondo principio, tutti equivalenti, e ciascuna delle formulazioni ne mette in risalto un particolare aspetto. Esso afferma che «è impossibile realizzare una macchina ciclica che abbia come unico risultato il trasferimento di calore da un corpo freddo a uno caldo» (enunciato di Clausius) o, equivalentemente, che «è impossibile realizzare una trasformazione il cui risultato sia solamente quello di convertire in lavoro meccanico il calore prelevato da un'unica sorgente» (enunciato di Kelvin). Quest'ultima limitazione nega la possibilità di realizzare il cosiddetto moto perpetuo di seconda specie.
L'entropia totale di un sistema isolato rimane invariata quando si svolge una trasformazione reversibile ed aumenta quando si svolge una trasformazione irreversibile.

### Cosiddetto Terzo principio
È strettamente legato al secondo, e in alcuni casi è considerato come una conseguenza di quest'ultimo. Può essere enunciato dicendo che «è impossibile raggiungere lo zero assoluto con un numero finito di trasformazioni» e fornisce una precisa definizione della grandezza chiamata entropia. Esso afferma inoltre che l'entropia per un solido perfettamente cristallino, alla temperatura di 0 kelvin è pari a 0. È facile spiegare questo enunciato tramite la termodinamica molecolare: un solido perfettamente cristallino è composto da un solo complessioma (sono tutti i modi di disporre le molecole, se le molecole sono tutte uguali indipendentemente da come sono disposte, macroscopicamente il cristallo è sempre uguale) e, trovandosi a 0 kelvin, l'energia vibrazionale, traslazionale e rotazionale delle particelle che lo compongono è nulla, per cui, dalla legge di Boltzmann S = k ln(1) = 0 dove 1 sono i complessiomi (in questo caso uno solo).

## Branche derivate

### Termodinamica statistica
La termodinamica statistica è l'applicazione della teoria della probabilità, che include strumenti matematici per gestire insiemi formati da numerosi elementi, al comportamento termodinamico di sistemi composti da un grande numero di particelle. La meccanica statistica fornisce un modello per collegare le proprietà dei singoli atomi e molecole alle proprietà macroscopiche del sistema da essi composto. Da tale approccio deriva anche la termodinamica statistica.

### Termodinamica chimica
La termochimica o termodinamica chimica è quella branca della termodinamica che studia gli effetti termici determinati da reazioni chimiche, chiamati calore di reazione. La termochimica concerne pertanto le conversioni di energia chimica in energia termica e viceversa, che avvengono durante una reazione e ne studia le variabili ad esse connesse, come l'entalpia di legame, l'entropia standard di formazione, ecc.